# Djende I
Djende I ou Djendé I est un village du Cameroun situé dans le département du Haut Nyong et la région de l'Est. Djende I fait partie de la commune de Doumaintang et de l'arrondissement Maka Mboans. Il se trouve à l'ouest de la région de l'Est.

## Population
Lors du recensement de 2005, on dénombrait 392 habitants à Djende I, dont 202 hommes et 190 femmes.
En 1965/66, on dénombrait 411 habitants à Djende I.

## Infrastructures
Djende I se situe sur la piste reliant Doumé à Kguélémendoyka, au carrefour vers Bika et Mbet. En 1966, il y avait une école catholique[pas clair] à cycle complet.